# 독일 공산당 (1919년)
독일 공산당(독일어: Kommunistische Partei Deutschlands, KPD 코무니스티셰 파르타이 도이칠란드스, 케이피디[*])은 1919년 1월 1일 창당한 독일의 공산당이다. 제1차 세계 대전 이후, 1918년 11월 혁명에 참가했던 많은 공산주의 혁명 조직에 기원을 두고 있으며, 독일 공산당은 초기부터 개량적인 독일 사회민주당에 대한 혁명적 대안으로 이해되었다. 바이마르 공화국 시기에는 공산주의적 생산관계와 프롤레타리아 독재를 달성하기 위해 노력했다. 초기엔 의회주의에 대해 각기 다른 생각을 가지고 잏었으나 1919년부터 "부르주아 민주주의"를 공산주의와 인민민주주의로 대체하는 것으로 통일하였다. 에른스트 탈만이 서기장으로 취임한 이후 독일 공산당은 스탈린주의 노선을 지지했으며, 코민테른의 핵심 구성원이 되었다.
나치 정권 시절 독일에서는 공산주의 서적이 폴 틸리히의 종교사회주의 서적들과 함께 소각되는 등 공산주의가 탄압받았기 때문에 나치당에 의해 독일 공산당의 활동이 금지되었고, 종전 후 연합국의 점령군에 의해 활동이 허가되었다. 1946년 4월 독일 공산당 동부 지부는 독일 사회민주당 통합한 뒤 독일 사회주의통일당으로 당명을 변경하고 소련의 지지를 받아 독일 민주공화국을 건국했다.
서독 지역에서 독일 공산당은 제1회 독일 연방의회에 의원을 배출하였으나 서독 정부는 독일 공산당이 바이마르 공화국의 붕괴에 책임이 있고 소련에 종속적이며 위헌적인 정당이라고 주장했다. 이 때문에 독일 공산당은 1956년 독일 연방헌법재판소의 판결에 의해 강제 해산 되었다.

## 초기 역사
독일 공산당의 역사는 독일의 진보정당인 독일 사회민주당(SPD)과 많은 부분을 공유하고 있다.
독일 공산당은 1918년 12월 29일부터 31일까지 열린 스파르타쿠스단의 마지막 전국회의 결과에 의해 창립되었다. 11월 혁명에 적극적으로 참여한 다양한 좌파 혁명그룹들이 스파르타쿠스단과 통합하게 된다. 이 과정에서 그들은 젊은 산업노동당들에 큰 인기를 얻었다. 스파르타쿠스단은 규모와 영향력 면에서 가장 큰 그룹으로 당명에 괄호를 하고 스파르타쿠스단을 병기하게 된다.

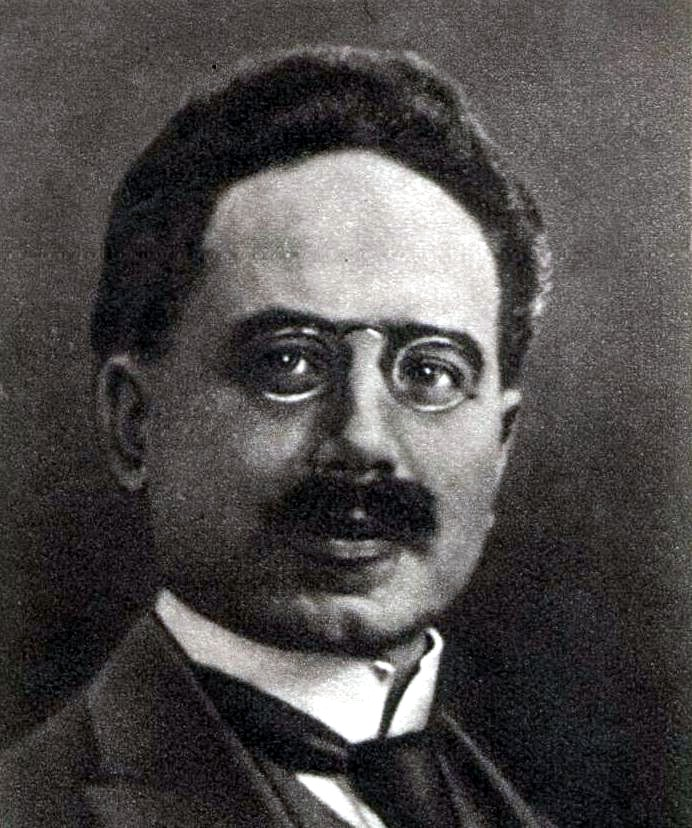
카를 리프크네히트 (1871~1919)

스파르타쿠스단은 1914년 사민당의 다수파가 전쟁에 동의한 후에 로자 룩셈부르크와 카를 리프크네히트에 의해 창립된 사민당 당내 좌파 반대그룹에 의해 생겨났다. 이 "인터내셔널 그룹"은 그 2명 외에 7명의 사민당 당원- 프란츠 메링(Franz Mehring), 율리안 발타자르 마르흘레브스키(Julian Balthasar Marchlewski), 에른스트 마이어(Ernst Meyer), 헤르만 던커(Hermann Duncker), 빌헬름 피크(Wilhelm Pieck), 레오 요기케스(Leo Jogiches), 클라라 제트킨(Klara Zetkin) -이 더 참여하게 된다. 그 들은 이 당시 당내에서 전쟁에 반대하는 세력을 결집하는 한편 장기적으로 당의 노선을 변화시키고 다수파가 되려고 했었다. 정기적인 "스파르타쿠스 편지" 때문에 그들은 그냥 스파르타쿠스로 불리게 되었다. 그러나 1918년 스스로를 스파르타쿠스단으로 칭하게 된다.
카를 리프크네히트는 1914년 12월에, 오토 뤼흘레는 1915년에 사민당 의원으로는 처음으로 전시 채권의 추가 발행에 반대한다. 1916년에는 그 수가 20명으로 늘어나게 된다. 1917년 초 늘어날 당내 반대파 그룹은 추가 전쟁 채권에 반대해 탈당하여 독립사회민주당을 결성한다. 여기에 1916년 1월 전국적으로 조직된 스파르타쿠스 단이 참여하고 독일 공산당 창립을 위한 혁명적 분파를 형성한다. 로자 룩셈부르크와 카를 리프크네히트를 비롯한 많은 당원들이 체포되면서 활동에 많은 어려움을 겪는다.
1917년의 3월 파업과 좀 더 규모가 컸던 1918년 1월 파업을 거치면 독일의 노동운동은 새로운 동력을 갖게 된다. 전국적으로 발생한 방위산업의 파업 운동은 전쟁 정책에 동의하는 보수주의자들에 대항해 노동자의 독자적 입장을 강화했다. 후에 베를린과 다른 곳의 “혁명적 지도자”이 독일 최초로 생산수단의 사회화의 기회를 열게 되는 평의회 운동의 주축을 형성한다. 여기에 러시아의 10월 혁명의 성공은 이런 노력에 순풍으로 작용한다.
1년 후인 1918년 10월 7일 스파르타쿠스단은 자신감을 가지고 시위를 했다. 그리고 5일 발표된 다수파 사민당의 정권 참여에 대한 대응으로 경제와 국가, 법, 행정의 전면적 개혁과 급진 민주주의적 헌법을 요구했다.
11월 초에는 킬에서 선원들의 반란이 불타올랐고, 거기서 병사들은 상관의 권리를 박탈하고 자기들의 요구를 공고하게 하기 위해 평의회 자치조직을 선출하였다. 그들의 요구사항 중 많은 부분은 직간접적으로 스파르타쿠스단의 강령과 연관된 것들이었다.
11월 혁명이 베를린에 이르고 황제가 네덜란드로 망명했을 때 다수파 사민당의 필립 샤이데만은 1918년 11월 9일 정오 독일민주공화국을 선포한다. 바로 뒤이어 카를 리프크네히트도 "자유 사회주의 공화국"을 선언하고 국제적 혁명을 주장했다. 이 두 흐름간의 2달간의 전투가 이어졌고 다수파 사민당과 온건 보수주의 부르주아가 승리하게 된다.
독일 공산당의 창건은 1918년 12월 초에 계획되었고 1918년 12월 24일 베를린의 사건의 직접적 반응으로 이루어졌다. 프리드리히 에베르트는 혁명 세력에 대항해 제국군을 보강하고 혁명 세력의 무장해제를 추구한다. 곧 좌파들은 사민당 지도부의 폭력을 경험하게 된다. 스파르타쿠스단 사람들에 일부 지도되고 같이 혁명을 발전하려는 일부 베를린 시민에 대항해 자유 군단(Frei Korps)을 불러들인다. 1919년 초, 특히 스파르타쿠스단 사건의 진압과 칼 리브크테히트와 로자 룩셈부르크의 살해 이후에는 내전에 가까운 정치적 소요가 발생한다.
독일 공산당의 초기 경험 때문에 스스로를 사민당에 반대자로 여긴다. 그들은 그들의 원래 목적인 공산주의를 더 추구하며 이를 통해 독일 노동자에게 부르주아적 개혁주의에 대항한 혁명적 대안을 제시하고자 했다. 그들은 스스로를 대중 정당으로 이해했고 경영 수준에서 공산주의적 평의회 민주주의를 사민당이나 노조 지도자들이 방해했고, 독립사민당이 그렇게 의욕적으로 실시하지 하려 않았던 그 평의회 민주주의를 실현하려 노력했다.
창당 대회에서 대의원들은 지도부로 브레멘의 급진좌파 오토 뤼흘레(Otto Rühle)와 독일 국제 공산주의자 요한 크니프(Johann Knief)와 파울 프뢸리히(Paul Frölich), 스파르타쿠스단의 헤르만 둔커(Hermann Duncker), 케테 둔커(Käte Duncker), 후고 에버라인(Hugo Eberlein), 레오 요기헤스(Leo Jogiches), 파울 랑에(Paul Lange), 파울 레비(Paul Levi), 카를 리프크네히트(Karl Liebknecht), 로자 룩셈부르크(Rosa Luxemburg), 에른스트 마이어(Ernst Meyer), 빌헬름 피크(Wilhelm Pieck), 아우구스트 탈하이머(August Thalheimer)를 선출했다.

## 1918년 창당에서 1923년 위기까지
강령과 앞으로 정치 노선에 대한 논쟁에서 많은 갈등이 생겨났다. 특히 의회주의와 독일 독립사회민주당과의 관계에 대해서 많은 의견이 갈렸다. 로자 룩셈부르크를 비롯한 일부 세력은 독일사회주의자당(Sozialistische Partei Deutschlands)이라는 명칭과 다음 의회 선거에 참여할 것을 주장했다. 이 안은 독립사민당(USPD) 잔류파의 경우처럼 부결된다. 독일 국제공산주의자(IKD)에서도 요한 크니프 정도만 이 제안에 찬성한다. 그래서 당의 다수는 스파르타쿠스단이 전에 했듯이 민주주의와 경쟁자이며 오랫동안 노동자당을 이끌어왔던 사민당을 거부하게 된다. 오토 뤼흘레의 브레멘 급진좌파와 독일 국제 공산주의자는 레닌 지도하의 소련 공산당을 지지하는 입장을 대변한다.

## 역대 선거 결과
| 선거        | 득표수    | 득표율 | 의석      |
| ----------- | --------- | ------ | --------- |
| 1920년      | 442,045   | 1.70%  | 2 / 466   |
| 1924년 5월  | 3,747,302 | 12.76% | 62 / 472  |
| 1924년 12월 | 2,711,829 | 8.95%  | 45 / 493  |
| 1928년      | 3,264,793 | 10.62% | 54 / 491  |
| 1930년      | 4,592,090 | 13.13% | 77 / 577  |
| 1932년 7월  | 5,282,636 | 15.11% | 89 / 608  |
| 1932년 11월 | 5,980,239 | 16.86% | 100 / 584 |
| 1933년 3월  | 4,847,939 | 12.32% | 81 / 647  |

## 같이 보기
- 독일공산노동자당
- 비더슈탄트
- 로자 룩셈부르크
- 적색전선전사동맹
- 독일 사회주의노동자당 (1931년)
- 스파르타쿠스 동맹